# 2013 Tucapel
2013 Tucapel eller 1971 UH4 är en asteroid i huvudbältet som upptäcktes den 22 oktober 1971 av Universidad de Chile med hjälp av Cerro El Roble Station. Den har fått sitt namn efter Tucapel en hövding bland Mapuchefolket.
Asteroiden har en diameter på ungefär 3 kilometer.